# Comté de Forsyth (Caroline du Nord)
Le comté de Forsyth est un comté situé dans l'État de Caroline du Nord aux États-Unis. Au recensement de 2010, sa population était de 350 670 habitants ce qui en fait le 4e comté le plus peuplé de Caroline du Nord.
Son siège est la ville de Winston-Salem.

## Histoire
Le comté a été formé en 1849 à partir du comté de Stokes. Il a été nommé en l'honneur de Benjamin Forsyth (en), tué à la guerre de 1812.

## Démographie
| 1850   | 1860   | 1870   | 1880   | 1890   | 1900   |
| ------ | ------ | ------ | ------ | ------ | ------ |
| 11 168 | 12 692 | 13 050 | 18 070 | 28 434 | 35 261 |

| 1910   | 1920   | 1930    | 1940    | 1950    | 1960    |
| ------ | ------ | ------- | ------- | ------- | ------- |
| 47 311 | 77 269 | 111 681 | 126 475 | 146 135 | 189 428 |

| 1970    | 1980    | 1990    | 2000    | 2010    | - |
| ------- | ------- | ------- | ------- | ------- | - |
| 214 348 | 243 683 | 265 878 | 306 067 | 350 670 | - |

## Communautés

### Cities
- High Point
- Winston-Salem

### Towns
- Bethania
- Kernersville
- King
- Lewisville
- Rural Hall
- Walkertown

### Villages
- Clemmons
- Tobaccoville

### Census-designated Places
- Germanton